# Urška P. Černe
Urška Potočnik Černe, slovenska pisateljica in prevajalka, * 1971, Maribor.
Černetova se je uveljavila kot prevajalka iz nemščine v slovenščino, pa tudi obratno. Skupaj z Lucijo Stupico je soustanoviteljica festivala pesnikov, kritikov in prevajalcev poezije Pranger.

## Nagrade
- 2008 - Sovretova nagrada za prevod romana Binkoštni torek Andreasa Maierja